# Moraleja de Enmedio
Moraleja de Enmedio é um município da Espanha, na província e comunidade autônoma de Madrid. Tem 31 km² de área e em 2021 tinha 5 294 habitantes (densidade: 170,8 hab./km²). Limita com os municípios de Arroyomolinos, Batres, Fuenlabrada, Griñón, Humanes de Madrid, Móstoles, Navalcarnero e Serranillos del Valle.